# 上沃勒斯巴赫
上沃勒斯巴赫是德国莱茵兰-普法尔茨州的一个市镇。总面积1.40平方公里，总人口146人，其中男性73人，女性73人（2011年12月31日），人口密度104人/平方公里。